# A Romance of Seville
A Romance of Seville (The Romance of Seville) est un film britannique réalisé par Norman Walker (en) et sorti en 1929. C'est le premier film britannique sonore réalisé en couleurs, utilisant le procédé Pathéchrome.

## Fiche technique
- Titre alternatif : The Romance of Seville
- Réalisation : Norman Walker (en)
- Scénario : 	Arline Lord, Alma Reville, Garnett Weston d'après The Majo d'Arline Lord[2].
- Photographie : Claude Friese-Greene
- Production : British International Pictures
- Procédé : Pathéchrome
- Distributeur : Pathé Pictures
- Dates de sortie : 
  - version muette : mai 1929
  - version sonore : juillet 1939

## Distribution
- Alexander D'Arcy : Ramon
- Marguerite Allan : Pepita
- Randle Ayrton : Estavian
- Cecil Barry : Estaban
- Hugh Eden : Juan
- Eugenie Amami : Dolores